# لانگ ساتون، سامرست
لانگ ساتون (به انگلیسی: Long Sutton) یک روستا و محله مدنی در بریتانیا است که در سامرست جنوبی واقع شده‌است. لانگ ساتون ۸۳۳ نفر جمعیت دارد.